# Convention européenne sur la valeur internationale des jugements répressifs
La Convention européenne sur la valeur internationale des jugements répressifs est un traité multilatéral du Conseil de l'Europe, obligeant les États signataires à reconnaitre la validité des jugements pénaux et des peines prononcés dans d'autres états qui ont participer à la convention.
Il s’agit d'un instrument juridique contraignant au niveau européen, qui prévoit d'exécuter des sanctions prononcés dans un autre état si ce dernier lui en fait la demande, si l'infraction en raison de laquelle la sanction a été prononcée constitue également une infraction pénale selon l'état de résidence d'une personne, la législation de l'état requis, et si la décision prononcée dans l'état requérant est irrévocable et exécutoire.
Elle favorise le reclassement et la réadaptation des personnes condamnées dans leur pays d'origine.

## Adoption, signature et ratification

### Processus général
La convention a été conclue et signée le 25 mai 1970, à La Haye, aux Pays-Bas.  La convention est entrée en vigueur le 26 juillet 1974.
| Signataire  | Signature  | Ratification | Entrée en vigueur |
| ----------- | ---------- | ------------ | ----------------- |
| Albanie     | 08/06/2000 | 22/10/2003   | 23/01/2004        |
| Allemagne   | 28/05/1970 |              |                   |
| Autriche    | 28/05/1970 | 01/04/1980   | 01/07/1980        |
| Belgique    | 28/05/1970 | 30/06/2010   | 01/10/2010        |
| Bulgarie    | 09/10/2003 | 30/03/2004   | 01/07/2004        |
| Chypre      | 03/03/1972 | 25/04/1974   | 26/07/1974        |
| Danemark    | 28/05/1970 | 03/03/1971   | 26/07/1974        |
| Espagne     | 30/05/1984 | 02/09/1994   | 03/12/1994        |
| Estonie     | 08/06/2000 | 25/04/2001   | 26/07/2001        |
| Géorgie     | 08/06/2000 | 25/03/2002   | 26/06/2002        |
| Grèce       | 27/08/1979 |              |                   |
| Islande     | 19/09/1989 | 06/08/1993   | 07/11/1993        |
| Italie      | 04/02/1971 |              |                   |
| Lettonie    | 30/10/2002 | 29/07/2003   | 30/10/2003        |
| Lituanie    | 10/07/1995 | 08/04/1998   | 09/07/1998        |
| Luxembourg  | 08/04/1976 |              |                   |
| Moldavie    | 27/06/2001 | 20/06/2006   | 21/09/2006        |
| Monténégro  | 08/03/2010 | 19/03/2010   | 20/06/2010        |
| Norvège     | 28/05/1970 | 19/09/1974   | 20/12/1974        |
| Pays-Bas    | 28/05/1970 | 30/09/1987   | 01/01/1988        |
| Portugal    | 10/05/1979 |              |                   |
| Roumanie    | 20/11/1997 | 08/06/2000   | 09/09/2000        |
| Saint-Marin | 11/12/2001 | 17/04/2002   | 18/07/2002        |
| Serbie      | 26/04/2007 | 26/04/2007   | 27/07/2007        |
| Slovénie    | 25/01/2000 | 11/04/2016   | 12/07/2016        |
| Suède       | 28/05/1970 | 21/06/1973   | 26/07/1974        |
| Turquie     | 26/06/1974 | 27/10/1978   | 28/01/1979        |
| Ukraine     | 08/06/2000 | 11/03/2003   | 12/06/2003        |